# 小川三郎 (陸士26期)
小川 三郎（おがわ さぶろう、1892年（明治25年）11月15日 - 1965年（昭和40年）8月7日）は、大日本帝国陸軍軍人。最終階級は陸軍少将。

## 経歴
東京府出身。1914年（大正3年）5月、陸軍士官学校第26期卒業。
1938年（昭和13年）7月、工兵第27連隊長となり、支那事変に出征。武漢作戦で戦功を挙げる。
1939年（昭和14年）3月、陸軍工兵大佐に進み、陸軍工兵学校研究部主事を発令される。1941年（昭和16年）4月、陸地測量部総務課長を経て、1943年（昭和18年）8月、陸軍少将に進み関東軍測量部長となったのち、1944年（昭和19年）6月、南方軍測量本部長に転じた。
1947年（昭和22年）11月28日、公職追放仮指定を受けた。